# 그랜드베이 (도미니카 연방)
그랜드베이(영어: Grand Bay, 프랑스어: Berekua)는 도미니카 연방 세인트패트릭구에 위치한 도시이다. 인구는 2,032명으로 도미니카 연방에서 5번째로 많다.